# Immortal Souls online

Immortal Souls é um jogo eletrônico desenvolvido pela empresa chinesa EGLS e distribuído no Brasil pela XCloudgame. O jogo foi inicialmente publicado no Brasil pela Oasis Games com o nome de Almas Imortais. O jogo também teve uma versão em inglês chamada Armed Heroes. É o segundo jogo mobile publicado pela XCloudgame no Brasil com versão em português, sendo o primeiro o Tecnofut. O jogo está disponível para a plataforma Android. Immortal Souls é um MMORPG 3D online que permite jogar com outros usuários e realizar missões. Para jogar este jogo é necessário ter conexão com a internet.
O jogo contém 8 tipos de classes que podem ser escolhidas para jogar, sendo elas: Guerreiro, arqueiro, mago, necromante, cavaleiro, assassino, criador de sonhos e demon blade. Cada classe tem a sua particularidade e diversas habilidades ativas e passivas, os quais se pode agrupar para criar personagens.
Immortal Souls tem funções que podem ajudar o jogador a tornar o jogo mais intuitivo e fluído, como o sistema que permite o jogador localizar a próxima missão e se dirigir até o local, bem como um sistema de auto luta que permite ao jogador dar o controle à inteligência artificial do jogo no momento da batalha se assim desejar.